# 三竹蘭
もしかして
- 美竹蘭

ではありませんか？